# سرشماری‌های تهران

## در زمان قاجار
مهندس عبدالغفار اصفهانی «حاج نجم‌الملک» به فرمان ناصرالدین شاه، با هشت تن از شاگردان خود به اسامی: محمد حسن میرزا، علیخان ولد ملک‌الشعراء، علیخان ولد قاسم‌خان، میرزا علی اکبر، سلیمان خان، سلیمان قلیخان، حسینعلی خان، عباسعلی خان، جمعیت تهران را در مدت دو ماه سرشماری کرده، ساکنان هر محله را از مرد و زن و طفل و جوان، غلام و خواجه و کنیز، مالک و مستأجر، تهرانی و آذربایجانی و اصفهانی و متفرّقه از شیرازی و کاشانی و عراقی و غیره، و مسلمان و ارمنی و یهودی و فرنگی، و تعداد خانه‌ها، گرمابه‌ها، کاروانسراها، مساجد، مدارس، یخچالها، دستگاه‌های کوره‌پزی، تکایا حتی اصطبل‌های شخصی را تعیین کرده‌است.
وی هشت نفر مزبور را به چهار دسته تقسیم کرده، هر دسته را به همراهی یک فراش مدرسه و دو نفر از سربازان مهندس، به محّلات شهر فرستاده و خود مرتباً سرکشی می‌کرده و تعلیمات لازم می‌داده.»
نسخه‌ای از سیاهه این سرشماری، به نام «کتابچه تعداد نفوس شهر تهران» در کتابخانه مجلس شورای اسلامی، به شماره ۲۱۲۳ محفوظ است.